# Reute (Radolfzell)
Reute ist ein Wohnplatz von Böhringen, eine von sechs Ortschaften der Stadt Radolfzell am Bodensee im Landkreis Konstanz in Baden-Württemberg.

## Geographische Lage
Der weilerartige Hofgruppe liegt auf der Gemarkung Böhringen auf 410 m ü. NHN rund zwei Kilometer nordöstlich des Dorfes.

## Geschichte
Archäologische Einzelfunde auf der Gemarkung Reute verweisen auf bronzezeitliche (Gewann „Ried“) und römerzeitliche (Reutehof) Siedlungsspuren. Um 1925 wurde beim Torfstechen im Gewann „Ried“ eine verzierte, bronzene Trompetenkopfnadel gefunden. Sie wurde am 12. August 1968 dem Archäologischen Hegau-Museum im historischen Schloss Singen als Dauerleihgabe übergeben.
Reute wurde erstmals 1281 als Ruthi und Anfang des 14. Jahrhunderts als Hofgut Rüti urkundlich erwähnt. Reute gehörte seit 1538 zum Radolfzeller Territorium.

### Einwohner
In Reute leben 122 Einwohner (Stand: 2012).